# Пюшель, Карин
Карин Пюшель (до замужества — Калов; нем. Karin Püschel (Kahlow); род. 8 января 1958, Мерзебург, Галле) — восточногерманская волейболистка. Серебряный призёр летних Олимпийских игр 1980 года, серебряный призёр чемпионата Европы 1979 года.

## Биография
Карин Пюшель родилась 8 января 1958 года в восточногерманском городе Мерзебург (сейчас в Германии).
По профессии педагог. Работала в социальных службах Лейпцига.
Играла в волейбол за «Лейпциг».
В 1979 году в составе женской сборной ГДР завоевала серебряную медаль чемпионата Европы во Франции.
В 1980 году вошла в состав женской сборной ГДР по волейболу на летних Олимпийских играх в Москве и завоевала серебряную медаль. Провела 3 матча.
В том же году была награждена бронзовым орденом «За заслуги перед Отечеством».